# Eiche (Potsdam)
Eiche è una frazione (Ortsteil) della città tedesca di Potsdam.

## Storia
Eiche fu nominata per la prima volta nel 1193.
Dal 1935 al 1952 fu frazione di Potsdam.
Il comune di Eiche venne aggregato definitivamente alla città di Potsdam il 6 dicembre 1993.

## Monumenti e luoghi d’interesse
Chiesa (Dorfkirche)Edificio neoclassico a pianta centrale, costruito nel 1771 su progetto di Georg Christian Unger e modificato nel 1881-82.

## Amministrazione
La frazione è amministrata da un "consiglio di frazione" (Ortsbeirat) e da un "sindaco locale" (Ortsvorsteher).